# ハムカツ
ハムカツはハムに衣をつけて揚げた料理。
惣菜店、肉屋で売られる。洋食屋で供されることは少なく、定食屋や居酒屋で見かけられる。コンビニエンスストアの拡大以前からあった中食の商品のひとつ。第二次世界大戦後、豚肉を主にした混合肉製品として普及したプレスハムを、惣菜屋で揚げて供したことから生まれたといわれている。

## 調理

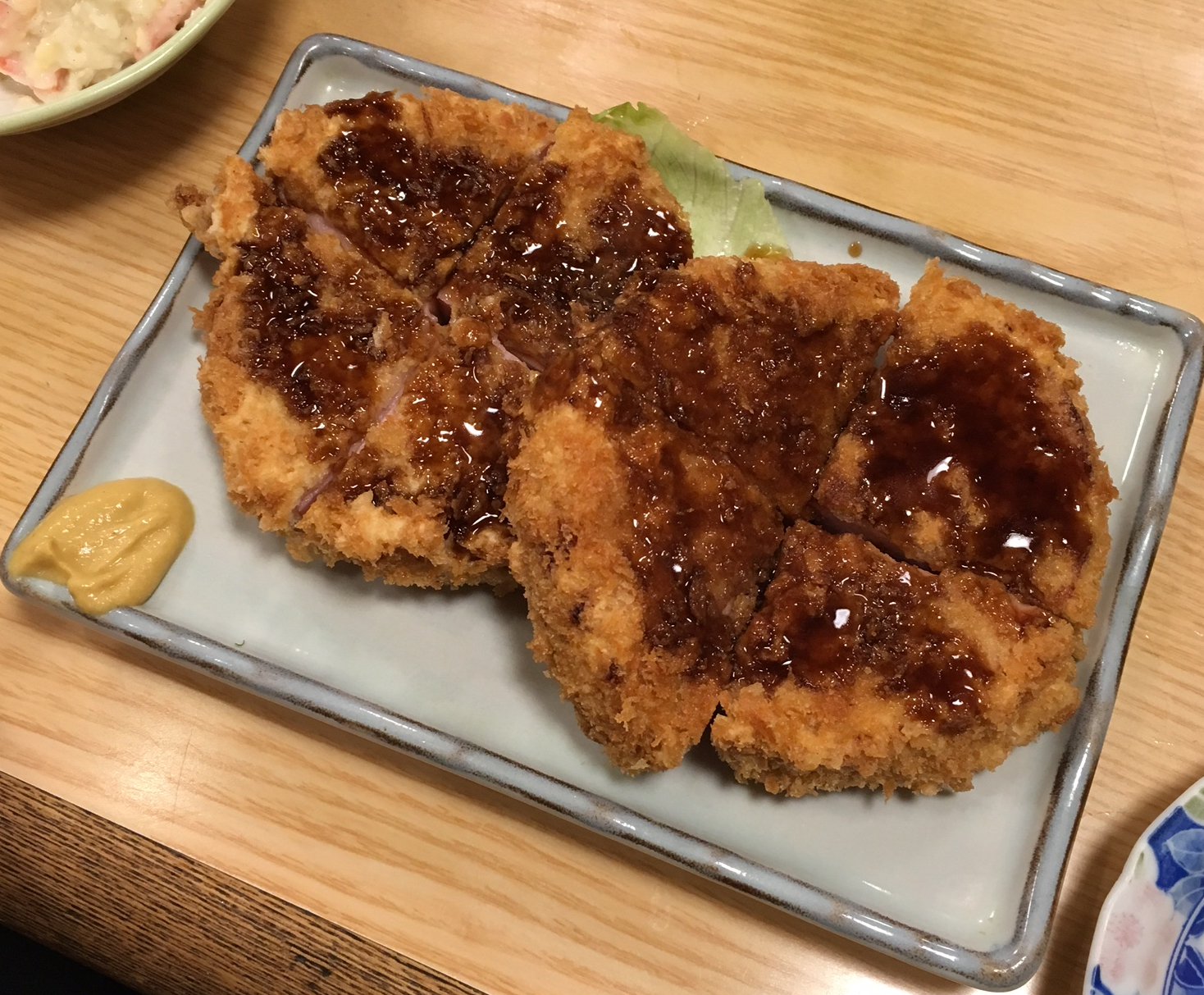
ハムカツ

ハムカツは切ったハムに小麦粉（薄力粉）・卵・パン粉をつけて揚げたカツレツである。
ハムを薄力粉、溶き卵、パン粉の順にまぶす。または卵と小麦粉をあらかじめ混ぜた液にハムをくぐらせパン粉をつける。
これを170 - 180度の油で揚げて調理したものである。ハムは厚切りにすることでボリュームが増すとされ、薄切りのハムを重ねて調理するときもある。
卵と小麦粉を混ぜた液には塩・こしょうで味付けするときもある。また、ハムに和辛子やマヨネーズなどで下味をつけて調理する場合もある。

## 日本ハムファイターズ
ハムカツは「ハム勝つ」の語呂合わせで北海道日本ハムファイターズのファンの間では験担ぎの食べ物として浸透している。2016年の日本シリーズで北海道日本ハムファイターズは広島東洋カープと対戦したが、対戦チームとなったカープの本拠地・広島では験担ぎのためにハムカツの販売を一時的に中止したり、「ハム煮カツ（ハムに勝つ）」または「ハム喰い」を販売した飲食店もある。